# NGC 1152
NGC 1152 est une galaxie lenticulaire située dans la constellation de l'Éridan. NGC 1152 a été découverte par l'astronome américain Lewis Swift en 1885.

## Caractéristiques
Sa vitesse par rapport au fond diffus cosmologique est de 5 062 ± 14 km/s, ce qui correspond à une distance de Hubble de 74,7 ± 5,2 Mpc (∼244 millions d'al).
On voit nettement sur l'image du relevé SDSS un anneau entourant la galaxie (R) ainsi qu'un anneau autour du bulbe (r) de celle-ci.